# Tiêu hóa
Tiêu hóa là sự phân hủy phân tử thức ăn không hòa tan lớn thành phân tử thức ăn tan trong nước nhỏ để có thể được hấp thu vào huyết tương. Trong cơ quan nhất định, các chất nhỏ được hấp thu qua ruột non vào hệ tuần hoàn. Tiêu hóa là một hình thức trao đổi chất, thường được chia thành hai quá trình dựa trên cách thức chia nhỏ thức ăn: tiêu hóa cơ học và tiêu hóa hóa học. Giai đoạn tiêu hóa cơ học đề cập đến sự phá vỡ vật lý phần lớn thức ăn thành miếng nhỏ mà sau đó có thể được enzyme tiêu hóa phân giải. Trong quá trình tiêu hóa hóa học, enzym phá vỡ thức ăn thành các phân tử nhỏ mà cơ thể có thể hấp thu.
Trong hệ tiêu hóa của người, thức ăn đi vào miệng và việc tiêu hóa cơ học của thực phẩm bắt đầu bằng hành động nhai, và hỗ trợ làm ướt của nước bọt. Nước bọt do tuyến nước bọt tiết ra, có chứa alpha-amylase, một loại enzyme khởi động quá trình tiêu hóa tinh bột trong thực phẩm; nước bọt đồng thời chứa chất nhầy để bôi trơn thực phẩm, và hydrocacbonat để cung cấp các điều kiện lý tưởng của kiềm cho phép amylase làm việc. Sau khi trải qua quá trình nhai và tiêu hóa tinh bột, thức ăn sẽ chuyển thành dạng bột nhuyễn tròn được gọi là một bolus. Nó sẽ đi xuống theo thực quản tới dạ dày do áp lực nhu động. Dịch vị trong thực quản bắt đầu quá trình tiêu hóa protein. Dịch vị chủ yếu bao gồm axit clohydric và pepsin. Vì hai hóa chất này có thể gây tổn hại cho thành dạ dày, chất nhầy được dạ dày tiết ra có tác dụng như một lá chắn chống lại các tác hại của các hóa chất trên. Đồng thời với việc tiêu hóa protein, việc trộn cơ học xảy ra nhờ nhu động, đó là những làn sóng co thắt cơ bắp di chuyển dọc theo thành dạ dày. Điều này cho phép đa số thực phẩm tiếp tục được trộn lẫn với các enzyme tiêu hóa.
Sau một thời gian (thường là 1-2 giờ ở người, 4-6 giờ ở chó, 3-4 giờ ở mèo nhà), khối thức ăn lỏng đặc được gọi là chyme. Khi van cơ thắt môn vị mở ra, chyme đi vào tá tràng tại đó nó được trộn với các enzyme tiêu hóa của tụy và mật tiết ra từ gan và sau đó đi qua ruột non để tiếp tục tiêu hóa. Khi chyme được tiêu hóa hoàn toàn, nó được hấp thụ vào máu. 95% sự hấp thụ các chất dinh dưỡng xảy ra trong ruột non. Nước và khoáng chất được tái hấp thu trở lại vào máu trong ruột già nơi độ pH có tính axit nhẹ khoảng 5,6 ~ 6,9. Một số loại vitamin như biotin và vitamin K (K2MK7) được vi khuẩn trong ruột kết tạo ra cũng được hấp thu vào máu ở đại tràng. Chất thải được loại bỏ khỏi trực tràng thông qua việc đại tiện.

## Các hệ tiêu hóa
Hệ tiêu hóa có nhiều hình thức. Có sự khác biệt cơ bản giữa tiêu hóa nội bào và ngoại bào. Tiêu hóa ngoại bào phát triển trước trong lịch sử tiến hóa, và hầu hết các loại nấm vẫn dựa vào cách tiêu hóa này. Theo cách tiêu hóa ngoại bào, các enzyme được tiết ra môi trường xung quanh sinh vật, tại đó phá vỡ chất hữu cơ, và một số các sản phẩm khuếch tán trở lại sinh vật. Động vật có một ống riêng (đường tiêu hóa) trong đó tiêu hóa nội bào diễn ra. Hình thức tiêu hóa này hiệu quả hơn bởi vì nhiều sản phẩm được chia nhỏ có thể được tiêu hóa hơn, và môi trường hóa học bên trong có thể được kiểm soát hiệu quả hơn.
Một số sinh vật, bao gồm gần như tất cả các loài nhện, chỉ đơn giản tiết biotoxins và hóa chất tiêu hóa (enzyme) vào môi trường ngoại bào trước khi ăn món súp "canh" kết quả của việc tiêu hóa trên. Trong những động vật khác, khi các chất dinh dưỡng hoặc thực phẩm đi vào bên trong cơ thể sinh vật, các chất dịch tiêu hóa có thể được tiết ra vào túi tiết dịch hoặc một cấu trúc khác thông qua một đường ống, hoặc thông qua một số cơ quan chuyên trách nhằm làm cho sự hấp thu các chất dinh dưỡng được hiệu quả hơn.

Vẽ giản đồ sự tiếp hợp của vi khuẩn. 1- Vẽ giản đồ sự tiếp hợp của vi khuẩn. 1- Tế bào cho sinh ra tiêm mao. 2- Pilus gắn vào tế bào nhận, đưa hai tế bào lại gần nhau. 3- Plasmid di động được niken hóa và một sợi đơn của DNA được chuyển đến tế bào nhận. 4- Cả hai tế bào tái tuần hoàn plasmid của chúng, tổng hợp sợi thứ hai và tái sản xuất pili; cả hai tế bào bây giờ là nhà tài trợ khả thi.

### Hệ thống tiết dịch
Vi khuẩn sử dụng một số hệ thống để lấy chất dinh dưỡng từ các sinh vật khác trong môi trường.

#### Hệ thống giao thông kênh
Trong một hệ thống hỗ trợ kênh, một số protein tạo thành một kênh liền kề đi qua màng trong và màng ngoài của vi khuẩn. Nó là một hệ thống đơn giản, chỉ bao gồm ba tiểu đơn vị protein: protein ABC, protein dung hợp màng (MFP) và protein màng ngoài (OMP). Hệ thống bài tiết này vận chuyển các phân tử khác nhau, từ ion, thuốc, đến protein có kích thước khác nhau (20–900 kDa). Các phân tử được tiết ra có kích thước khác nhau, từ peptide colicin V nhỏ của Escherichia coli, (10 kDa) đến protein kết dính tế bào Pseudomonas fluorescens LapA là 900 kDa.

#### Ống tiêm phân tử
Hệ thống tiết dịch loại III có nghĩa là một ống tiêm phân tử được sử dụng để qua đó vi khuẩn (ví dụ như một số loại Salmonella, Shigella, Yersinia) có thể đưa chất dinh dưỡng vào tế bào protist. Một cơ chế như vậy lần đầu tiên được phát hiện ở Y. pestis và cho thấy rằng chất độc có thể được tiêm trực tiếp từ tế bào chất của vi khuẩn vào tế bào chất của tế bào vật chủ của nó chứ không chỉ đơn giản là được tiết ra môi trường ngoại bào.

#### Cơ chế liên hợp
Cơ chế liên hợp của một số vi khuẩn (và trùng roi cổ) có khả năng vận chuyển cả DNA và protein. Nó được phát hiện ở Agrobacterium tumefaciens, sử dụng hệ thống này để đưa Ti plasmid và protein vào vật chủ, chúng phát triển thành túi mật (khối u). Phức hợp VirB của vi khuẩn Agrobacterium tumefaciens là hệ thống nguyên mẫu.
Rhizobia cố định nitơ là một trường hợp thú vị, trong đó các nguyên tố liên hợp tham gia vào quá trình liên hợp giữa các vương quốc một cách tự nhiên. Các nguyên tố như plasmid Agrobacterium Ti hoặc Ri chứa các nguyên tố có thể chuyển vào tế bào thực vật. Các gen được chuyển đi vào nhân tế bào thực vật và biến đổi một cách hiệu quả các tế bào thực vật thành các nhà máy để sản xuất opine mà vi khuẩn sử dụng làm nguồn cacbon và năng lượng. Các tế bào thực vật bị nhiễm bệnh tạo thành các u ở rễ. Do đó, các plasmid Ti và Ri là những vật ký sinh của vi khuẩn, đến lượt chúng lại là ký sinh trùng (hoặc ký sinh trùng) của cây bị nhiễm bệnh.
Bản thân plasmid Ti và Ri có tính chất liên hợp. Sự chuyển giao Ti và Ri giữa các vi khuẩn sử dụng một hệ thống độc lập (tra, hoặc chuyển, operon) từ hệ thống đó để chuyển giao giữa các giới (vir, hoặc độc lực, operon). Sự chuyển giao như vậy tạo ra các chủng độc lực từ các vi khuẩn Agrobacteria có độc lực trước đó.

#### Giải phóng các túi màng ngoài
Ngoài việc sử dụng các phức hợp đa protein được liệt kê ở trên, vi khuẩn Gram âm có một phương pháp khác để giải phóng vật chất: sự hình thành các túi màng ngoài. Các phần của màng ngoài bị chụm lại, tạo thành các cấu trúc hình cầu làm bằng lớp kép lipid bao quanh các vật liệu ngoại sinh. Mụn nước của một số loài vi khuẩn được phát hiện có chứa các yếu tố độc lực, một số có tác dụng điều hòa miễn dịch, và một số có thể bám trực tiếp và gây nhiễm độc tế bào vật chủ. Trong khi việc giải phóng các mụn nước đã được chứng minh là một phản ứng chung đối với các điều kiện căng thẳng, quá trình tải các protein hàng hóa dường như có chọn lọc.

### Khoang dạ dày
Khoang dạ dày có chức năng như dạ dày trong việc tiêu hóa và phân phối các chất dinh dưỡng đến tất cả các bộ phận của cơ thể. Quá trình tiêu hóa ngoại bào diễn ra trong khoang trung tâm này, được lót bởi dạ dày ruột, lớp bên trong của biểu mô. Khoang này chỉ có một lỗ thông ra bên ngoài, có chức năng vừa là miệng vừa là hậu môn: chất thải và chất không tiêu hóa được thải ra ngoài qua miệng / hậu môn, có thể được mô tả như một đường ruột chưa hoàn chỉnh.
Ở một loài thực vật như Venus Flytrap có thể tự tạo thức ăn thông qua quá trình quang hợp, nó không ăn và tiêu hóa con mồi cho các mục tiêu truyền thống là thu năng lượng và carbon, mà kiếm mồi chủ yếu cho các chất dinh dưỡng thiết yếu (đặc biệt là nitơ và phosphor) mà bị thiếu hụt nguồn cung trong môi trường sống nhiều axit, lầy lội của nó.

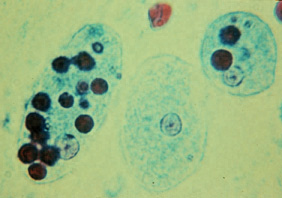
Các ký sinh trùng Entamoeba histolytica với hồng cầu ăn vào

### Thực bào
Thực bào là một không bào được hình thành xung quanh một hạt được hấp thụ bởi quá trình thực bào. Không bào được hình thành do sự hợp nhất của màng tế bào xung quanh hạt. Thực bào là một ngăn tế bào, trong đó vi sinh vật gây bệnh có thể bị tiêu diệt và tiêu hóa. Phagosomes hợp nhất với lysosome trong quá trình trưởng thành của chúng, tạo thành phagolysosome. Ở người, Entamoeba histolytica có thể thực bào hồng cầu.

### Các cơ quan và hành vi chuyên biệt
Để hỗ trợ quá trình tiêu hóa thức ăn của chúng, động vật đã tiến hóa các cơ quan như mỏ, lưỡi, răng, mề, và những cơ quan khác.

#### Mỏ
Chim có mỏ xương chuyên hóa theo ngách sinh thái của chim. Ví dụ, vẹt đuôi dài chủ yếu ăn hạt, quả hạch và trái cây, sử dụng chiếc mỏ ấn tượng của chúng để mở ngay cả những hạt cứng nhất. Đầu tiên chúng cào một đường mỏng bằng đầu nhọn của mỏ, sau đó chúng cắt hạt mở bằng hai bên mỏ.
Miệng của mực được trang bị một chiếc mỏ nhọn như sừng chủ yếu được làm từ các protein liên kết chéo. Nó được sử dụng để giết và xé con mồi thành những mảnh có thể kiểm soát được. Mỏ rất khỏe, nhưng không chứa bất kỳ khoáng chất nào, không giống như răng và hàm của nhiều sinh vật khác, kể cả các loài sinh vật biển. Mỏ là bộ phận khó tiêu duy nhất của mực.

#### Lưỡi
Lưỡi là cơ xương trên sàn miệng của hầu hết các động vật có xương sống, có nhiệm vụ điều khiển thức ăn để nhai (nhai) và nuốt (khử). Nó nhạy cảm và được giữ ẩm bởi nước bọt. Mặt dưới của lưỡi được bao phủ bởi một màng nhầy trơn. Lưỡi cũng có xúc giác để định vị và định vị các mảnh thức ăn cần nhai thêm. Lưỡi được sử dụng để cuộn các mảnh thức ăn thành một hình sợi nhỏ trước khi được vận chuyển xuống thực quản thông qua nhu động.
Vùng dưới lưỡi bên dưới mặt trước của lưỡi là vị trí mà niêm mạc miệng rất mỏng và được bao bọc bởi một đám rối tĩnh mạch. Đây là vị trí lý tưởng để đưa một số loại thuốc vào cơ thể. Đường dưới lưỡi tận dụng chất lượng mạch máu cao của khoang miệng, và cho phép đưa thuốc vào hệ thống tim mạch một cách nhanh chóng, bỏ qua đường tiêu hóa.

#### Răng
Răng là cấu trúc nhỏ màu trắng được tìm thấy trong hàm (hoặc miệng) của nhiều loài động vật có xương sống dùng để xé, cạo, vắt sữa và nhai thức ăn. Răng không được cấu tạo từ xương, mà là các mô có mật độ và độ cứng khác nhau, chẳng hạn như men răng, nhựa thông và xi măng. Răng của con người có nguồn cung cấp máu và dây thần kinh cho phép thụ thai. Đây là khả năng cảm nhận khi nhai, chẳng hạn nếu chúng ta cắn vào một thứ gì đó quá cứng đối với răng, chẳng hạn như một đĩa thức ăn bị mẻ, răng của chúng ta sẽ gửi một thông điệp đến não của chúng ta và chúng ta nhận ra rằng nó không thể nhai được, vì vậy chúng ta ngừng cố gắng.
Hình dạng, kích thước và số lượng các loại răng của động vật có liên quan đến chế độ ăn của chúng. Ví dụ, động vật ăn cỏ có một số răng hàm được sử dụng để nghiền thực vật khó tiêu hóa. Động vật ăn thịt có răng nanh dùng để giết mồi và xé thịt.

#### Diều
Diều là một phần mở rộng có thành mỏng của đường tiêu hóa được sử dụng để lưu trữ thực phẩm trước khi tiêu hóa. Ở một số loài chim, nó là một túi cơ bắp, mở rộng gần miệng hoặc cổ họng. Ở chim bồ câu trưởng thành có thể sản xuất sữa diều để nuôi chim non mới nở.

Hình minh họa sơ lược về hệ tiêu hóa của loài nhai lại

#### Manh tràng
Động vật ăn cỏ đã tiến hóa manh tràng (hoặc dạ múi khế trong trường hợp động vật nhai lại). Động vật nhai lại có bụng trước với bốn ngăn. Đây là dạ cỏ, dạ tổ ong, dạ lá sách và dạ múi khế. Trong hai khoang đầu tiên, dạ cỏ và dạ tổ ong, thức ăn được trộn với nước bọt và phân tách thành các lớp vật chất rắn và lỏng. Chất rắn dính lại với nhau để tạo thành cục thức ăn lớn. Các cục thức ăn lớn sau đó được làm mềm chảy ra, nhai từ từ để trộn hoàn toàn với nước bọt và phá vỡ kích thước hạt.
Chất xơ, đặc biệt là xenluloza và hemi-xenluloza, chủ yếu được phân hủy thành các axit béo dễ bay hơi, axit axetic, axit propionic và axit butyric trong các khoang này (màng lưới) bởi các vi sinh vật: (vi khuẩn, động vật nguyên sinh và nấm). Trong dạ lá sách, nước và nhiều nguyên tố khoáng vô cơ được hấp thụ vào máu.
Dạ múi khế là ngăn dạ dày thứ tư và cuối cùng ở động vật nhai lại. Nó gần tương đương với dạ dày đơn (ví dụ như ở người hoặc lợn), và dạ dày tiêu hóa được xử lý ở đây theo cùng một cách. Nó phục vụ chủ yếu như một nơi để thủy phân axit của protein vi sinh vật và chế độ ăn uống, chuẩn bị các nguồn protein này để tiếp tục tiêu hóa và hấp thụ trong ruột non. Chất tiêu hóa cuối cùng được chuyển đến ruột non, nơi diễn ra quá trình tiêu hóa và hấp thụ chất dinh dưỡng. Các vi sinh vật sinh ra trong dạ cỏ cũng được tiêu hóa ở ruột non.

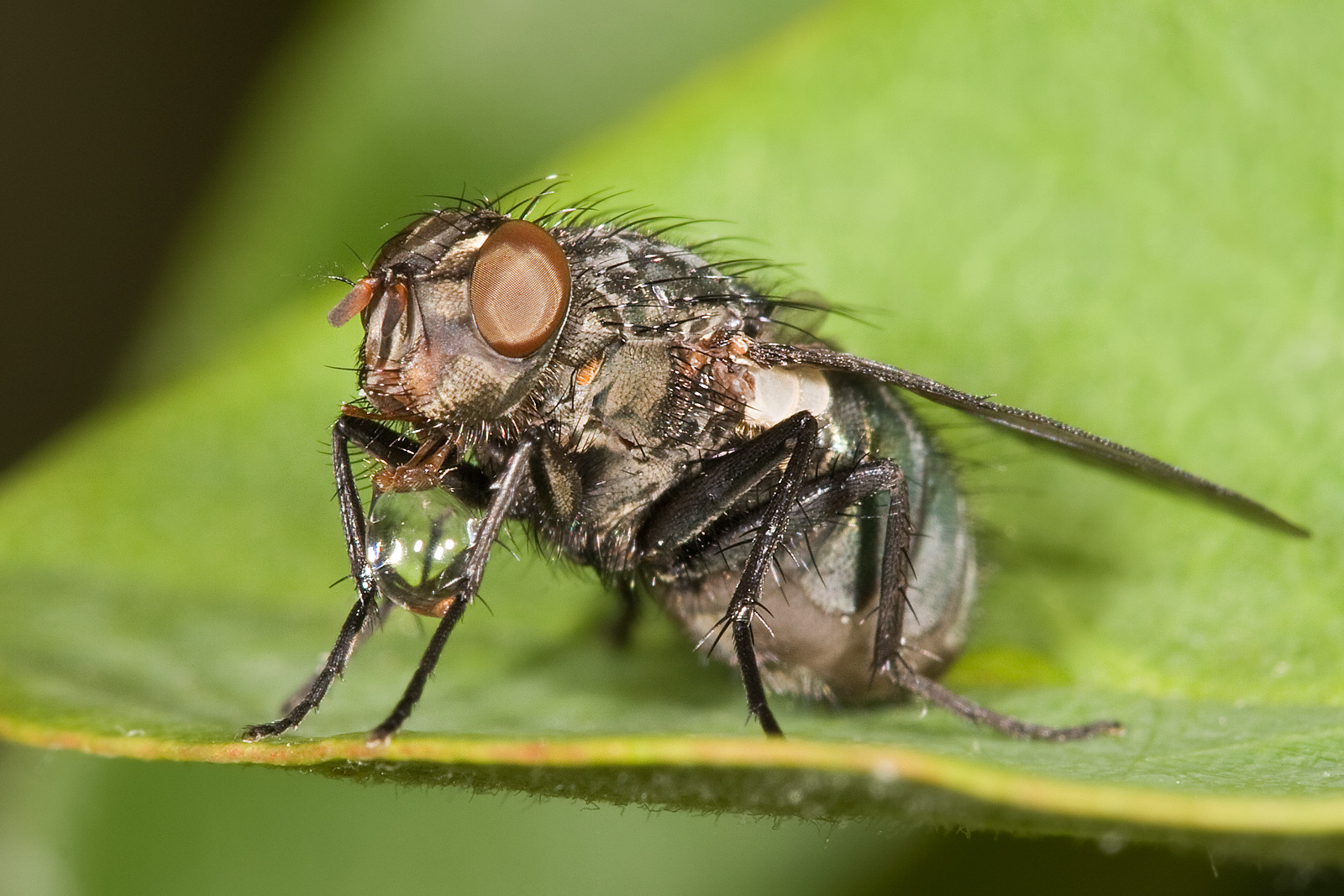
Một con ruồi đang "thổi bong bóng", có thể đang nén thức ăn bằng cách làm bay hơi nước

#### Hành vi chuyên biệt
Hành vi ợ đã được đề cập ở trên trong dạ túi khế và diều, đề cập đến sữa diều, một chất tiết ra từ lớp lót của diều của chim bồ câu mà chim bố mẹ nuôi con bằng cách ợ ra ngoài.
Nhiều loài cá mập có khả năng lộn dạ dày từ trong ra ngoài và đưa nó ra khỏi miệng để loại bỏ những thứ không mong muốn (có lẽ được phát triển như một cách để giảm tiếp xúc với chất độc).
Các động vật khác, chẳng hạn như thỏ và động vật gặm nhấm, thực hành hành vi ăn phân - hành vi ăn phân chuyên biệt để tiêu hóa lại thức ăn, đặc biệt là trong trường hợp thức ăn thô. Capybara, thỏ, chuột đồng và các loài có liên quan khác không có hệ tiêu hóa phức tạp như động vật nhai lại. Thay vào đó, chúng hút nhiều dinh dưỡng hơn từ cỏ bằng cách cho thức ăn của chúng đi qua đường ruột lần thứ hai. Phân mềm của thức ăn đã tiêu hóa một phần được thải ra ngoài và thường được tiêu thụ ngay lập tức. Chúng cũng tạo ra phân bình thường, mà chúng không ăn.
Voi con, gấu trúc, gấu túi và hà mã ăn phân của mẹ chúng, có lẽ để lấy vi khuẩn cần thiết để tiêu hóa thực vật đúng cách. Khi chúng được sinh ra, ruột của chúng không chứa những vi khuẩn này (chúng hoàn toàn vô trùng). Nếu không có các vi khuẩn này, chúng sẽ không thể nhận được bất kỳ giá trị dinh dưỡng nào từ nhiều thành phần thực vật.

### Trong giun đất
Hệ tiêu hóa của giun đất bao gồm miệng, hầu, thực quản, màng, mề và ruột. Miệng được bao quanh bởi đôi môi chắc khỏe, hoạt động giống như một bàn tay nắm lấy những mẩu cỏ chết, lá cây và cỏ dại, với những mảnh đất để giúp nhai. Môi sẽ chia nhỏ thức ăn thành nhiều mảnh nhỏ hơn. Trong hầu họng, thức ăn được bôi trơn bởi các chất tiết nhầy để đi qua dễ dàng hơn. Thực quản bổ sung calci cacbonat để trung hòa các axit hình thành do sự phân hủy vật chất thực phẩm. Dự trữ tạm thời xảy ra trong vụ mùa nơi thức ăn và calci cacbonat được trộn lẫn. Các cơ mạnh mẽ của mề hoạt động và trộn lẫn khối lượng thức ăn và chất bẩn. Khi quá trình khuấy hoàn tất, các tuyến trong thành mề sẽ bổ sung các enzym tạo thành hỗn hợp đặc sệt, giúp phân hủy chất hữu cơ về mặt hóa học. Theo nhu động, hỗn hợp được đưa đến ruột, nơi các vi khuẩn thân thiện tiếp tục phân hủy hóa học. Điều này giải phóng carbohydrate, protein, chất béo và các vitamin và khoáng chất khác nhau để hấp thụ vào cơ thể.

## Tổng quan về tiêu hóa của động vật có xương sống
Ở hầu hết các động vật có xương sống, tiêu hóa là một quá trình nhiều giai đoạn trong hệ tiêu hóa, bắt đầu từ việc tiêu hóa nguyên liệu thô, thường là các sinh vật khác. Việc nuốt vào thường bao gồm một số loại xử lý cơ học và hóa học. Quá trình tiêu hóa được chia thành bốn bước:
1. Nuốt vào: đưa thức ăn vào miệng (thức ăn đi vào hệ tiêu hóa),
2. Sự phân hủy cơ học và hóa học: sự nghiền nát và sự trộn lẫn của bolus thu được với nước, axit, mật và các enzym trong dạ dày và ruột để phá vỡ các phân tử phức tạp thành các cấu trúc đơn giản,
3. Hấp thu: chất dinh dưỡng từ hệ tiêu hóa đến các mao mạch tuần hoàn và bạch huyết thông qua thẩm thấu, vận chuyển tích cực và khuếch tán, và
4. Bài tiết: Loại bỏ các chất không tiêu hóa khỏi đường tiêu hóa thông qua đại tiện.

Cơ bản của quá trình này là chuyển động của cơ trong toàn bộ hệ thống thông qua quá trình nuốt và nhu động. Mỗi bước trong quá trình tiêu hóa đều đòi hỏi năng lượng, và do đó áp đặt "phí trên đầu" đối với năng lượng tạo ra từ các chất hấp thụ. Sự khác biệt trong chi phí chung đó là những ảnh hưởng quan trọng đến lối sống, hành vi và thậm chí cả cấu trúc vật chất. Các ví dụ có thể được nhìn thấy ở người, những người khác biệt đáng kể với các loài hominids khác (thiếu lông, hàm và cơ nhỏ hơn, hàm răng khác nhau, chiều dài ruột, nấu ăn, v.v.).
Phần chính của quá trình tiêu hóa diễn ra ở ruột non. Ruột già chủ yếu đóng vai trò là nơi lên men các chất khó tiêu hóa bởi vi khuẩn đường ruột và hấp thụ nước từ quá trình tiêu hóa trước khi bài tiết.
Ở động vật có vú, quá trình chuẩn bị cho quá trình tiêu hóa bắt đầu với giai đoạn trong đầu trong đó nước bọt được tạo ra ở miệng và các enzym tiêu hóa được sản xuất trong dạ dày. Quá trình tiêu hóa cơ học và hóa học bắt đầu trong miệng, nơi thức ăn được nhai và trộn với nước bọt để bắt đầu xử lý tinh bột bằng enzym. Dạ dày tiếp tục phân hủy thức ăn về mặt cơ học và hóa học thông qua khuấy trộn và trộn lẫn với cả axit và enzym. Quá trình hấp thụ xảy ra ở dạ dày và đường tiêu hóa, và quá trình này kết thúc bằng việc đại tiện.

## Quá trình tiêu hóa ở con người
Ống tiêu hóa của con người dài khoảng 9 mét. Sinh lý tiêu hóa thức ăn thay đổi giữa các cá thể và tùy thuộc vào các yếu tố khác như đặc điểm của thức ăn và kích thước của bữa ăn, và quá trình tiêu hóa thường mất từ 24 đến 72 giờ.
Quá trình tiêu hóa bắt đầu trong miệng với sự tiết nước bọt và các enzym tiêu hóa của nó. Thực phẩm được hình thành vào một bolus bởi các cơ nhai và nuốt vào thực quản từ nơi nó đi vào dạ dày thông qua các hoạt động của nhu động ruột. Dịch dạ dày chứa axit clohydric và pepsin có thể làm hỏng thành dạ dày và chất nhầy được tiết ra để bảo vệ. Trong dạ dày giải phóng nhiều hơn các enzym phân hủy thức ăn và điều này kết hợp với hoạt động khuấy của dạ dày. Thức ăn đã được tiêu hóa một phần sẽ đi vào tá tràng dưới dạng chất chyme đặc bán lỏng. Trong ruột non, phần lớn hơn của quá trình tiêu hóa diễn ra và điều này được hỗ trợ bởi sự bài tiết của mật, dịch tụy và dịch ruột. Thành ruột được lót bằng nhung mao, và các tế bào biểu mô của chúng được bao phủ bởi nhiều vi nhung mao để cải thiện sự hấp thụ chất dinh dưỡng bằng cách tăng diện tích bề mặt của ruột.Trong ruột già, thức ăn di chuyển chậm hơn để tạo điều kiện cho quá trình lên men của hệ vi khuẩn đường ruột diễn ra. Tại đây nước được hấp thụ và chất thải lưu trữ dưới dạng phân để thải ra ngoài theo đường đại tiện qua ống hậu môn và hậu môn.

### Cơ chế kiểm soát thần kinh và sinh hóa
Các giai đoạn khác nhau của quá trình tiêu hóa diễn ra bao gồm: giai đoạn trong đầu, giai đoạn dạ dày và giai đoạn ruột.Giai đoạn trong đầu xảy ra khi nhìn, suy nghĩ và ngửi thấy mùi thức ăn, chúng kích thích vỏ não. Các kích thích về vị giác và khứu giác được gửi đến vùng dưới đồi và tủy sống. Sau đó, nó được chuyển qua dây thần kinh phế vị và giải phóng acetylcholine. Sự tiết dịch dạ dày ở giai đoạn này tăng lên 40% tốc độ tối đa. Tính axit trong dạ dày không được thức ăn đệm tại thời điểm này và do đó có tác dụng ức chế hoạt động của tế bào thành dạ dày (tiết axit) và tế bào G (tiết ra gastrin) thông qua tế bào D tiết ra somatostatin.
Giai đoạn dạ dày diễn ra từ 3 đến 4 giờ. Nó bị kích thích bởi sự căng tức của dạ dày, sự hiện diện của thức ăn trong dạ dày và giảm độ pH. Chướng bụng sẽ kích hoạt phản xạ kéo dài và tâm vị. Này kích hoạt sự ra đời của acetylcholine, mà kích thích sự ra đời của nhiều loại dịch dạ dày. Khi protein đi vào dạ dày, nó liên kết với các ion hydro, làm tăng độ pH của dạ dày. Sự ức chế của gastrin và tiết axit dạ dày được cải thiện. Điều này kích hoạt tế bào G tiết ra gastrin, từ đó kích thích tế bào thành tiết ra axit dịch vị. Axit dạ dày là khoảng 0,5% axit clohydric (HCl), làm giảm độ pH xuống độ pH mong muốn từ 1–3. Sự giải phóng axit cũng được kích hoạt bởi acetylcholine và histamine.
Giai đoạn ruột có hai phần, kích thích và ức chế. Thức ăn được tiêu hóa một phần sẽ lấp đầy tá tràng. Điều này kích thích tiết ra gastrin trong ruột. Phản xạ ruột ức chế nhân phế vị, kích hoạt các sợi giao cảm làm cơ thắt môn vị không cho thức ăn vào nhiều hơn, đồng thời ức chế phản xạ tại chỗ.

## Phá vỡ thức ăn thành chất dinh dưỡng

### Tiêu hóa protein
Quá trình tiêu hóa protein xảy ra ở dạ dày và tá tràng, trong đó có ba loại enzym chính là pepsin do dạ dày tiết ra và trypsin và chymotrypsin do tuyến tụy tiết ra sẽ phân hủy protein thức ăn thành polypeptid, sau đó được phân hủy bởi nhiều exopeptidaza và dipeptidaza thành các amino acid. Tuy nhiên, các enzym tiêu hóa chủ yếu được tiết ra dưới dạng tiền chất không hoạt động của chúng, các zymogens. Ví dụ, trypsin được tiết ra bởi tuyến tụy dưới dạng trypsinogen, được kích hoạt trong tá tràng bởi enterokinase để tạo thành trypsin. Sau đó, trypsin phân cắt protein thành các polypeptit nhỏ hơn.

### Tiêu hóa chất béo
Quá trình tiêu hóa một số chất béo có thể bắt đầu trong miệng khi lipase lưỡi phân hủy một số lipid chuỗi ngắn thành diglyceride. Tuy nhiên chất béo chủ yếu được tiêu hóa ở ruột non. Sự hiện diện của chất béo trong ruột non tạo ra các kích thích tố kích thích giải phóng lipase tuyến tụy từ tuyến tụy và mật từ gan, giúp tạo nhũ tương chất béo để hấp thụ axit béo. Quá trình tiêu hóa hoàn toàn một phân tử chất béo (chất béo trung tính) tạo ra hỗn hợp các axit béo, mono- và di-glycerid, cũng như một số chất béo trung tính chưa được tiêu hóa, nhưng không có phân tử glycerol tự do.

### Tiêu hóa carbohydrat
Ở người, tinh bột được cấu tạo bởi các đơn vị glucose sắp xếp thành chuỗi dài gọi là amylose, một polysaccharide. Trong quá trình tiêu hóa, liên kết giữa các phân tử glucose bị phá vỡ bởi amylase của nước bọt và tuyến tụy, dẫn đến các chuỗi glucose nhỏ dần. Điều này dẫn đến đường đơn glucose và maltose (2 phân tử glucose) có thể được ruột non hấp thụ.
Lactase là một loại enzyme phân hủy lactose disaccharide thành các thành phần của nó, glucose và galactose. Glucose và galactose có thể được hấp thụ bởi ruột non. Khoảng 65% dân số trưởng thành chỉ sản xuất một lượng nhỏ lactase và không thể ăn các thực phẩm làm từ sữa chưa lên men. Điều này thường được gọi là không dung nạp lactose. Không dung nạp lactose rất khác nhau tùy theo di sản di truyền; hơn 90 phần trăm người gốc Đông Á không dung nạp lactose, trái ngược với khoảng 5 phần trăm người gốc Bắc Âu.
Sucrase là một loại enzym phân hủy đường sucrose disaccharide, thường được gọi là đường ăn, đường mía hoặc đường củ cải. Quá trình tiêu hóa sucrose tạo ra đường fructose và glucose được ruột non hấp thụ dễ dàng.

### Tiêu hóa DNA và RNA
DNA và RNA được chia thành các mononucleotide bởi các nuclease deoxyribonuclease và ribonuclease (DNase và RNase) từ tuyến tụy.

## Tiêu hóa không phá hủy
Một số chất dinh dưỡng là các phân tử phức tạp (ví dụ như vitamin B12) sẽ bị phá hủy nếu chúng được chia nhỏ thành các nhóm chức năng của chúng. Để tiêu hóa vitamin B12 không bị phá hủy, haptocorrin trong nước bọt liên kết mạnh mẽ và bảo vệ các phân tử B12 khỏi axit dạ dày khi chúng đi vào dạ dày và bị phân tách khỏi phức hợp protein của chúng.
Sau khi phức hợp B12 -haptocorrin đi từ dạ dày qua môn vị đến tá tràng, các protease tuyến tụy tách haptocorrin khỏi các phân tử B12 liên kết với yếu tố nội tại (IF). Các phức hợp B12-IF này đi đến phần hồi tràng của ruột non, nơi các thụ thể cubilin cho phép đồng hóa và lưu thông các phức hợp B12-IF trong máu.

## Hormone tiêu hóa

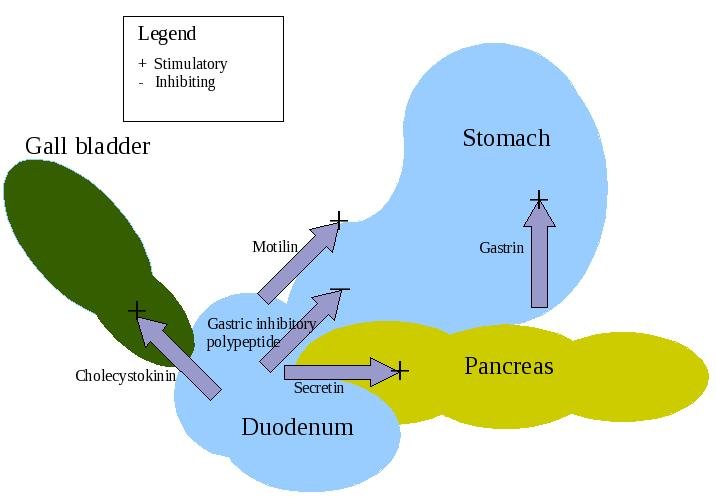
Hoạt động của các hormone tiêu hóa chính

Có ít nhất năm loại hormone hỗ trợ và điều chỉnh hệ tiêu hóa ở động vật có vú. Có nhiều biến thể của chúng trên các động vật có xương sống, chẳng hạn như ở chim. Việc sắp xếp rất phức tạp và các chi tiết bổ sung thường xuyên được phát hiện. Ví dụ, nhiều mối liên hệ hơn với kiểm soát trao đổi chất (phần lớn là hệ thống glucose-insulin) đã được phát hiện trong những năm gần đây.
- Gastrin - nằm trong dạ dày và kích thích các tuyến dạ dày tiết ra pepsinogen (một dạng không hoạt động của enzym pepsin) và axit clohydric. Sự tiết gastrin được kích thích bởi thức ăn đến dạ dày. Sự bài tiết bị ức chế bởi pH thấp.
- Secretin - nằm trong tá tràng và báo hiệu sự bài tiết natri bicarbonat trong tuyến tụy và nó kích thích bài tiết mật trong gan. Hormone này phản ứng với tính axit của chyme.
- Cholecystokinin (CCK) - nằm trong tá tràng và kích thích giải phóng các enzym tiêu hóa trong tuyến tụy và kích thích làm rỗng mật trong túi mật. Hormone này được tiết ra để phản ứng với chất béo trong chyme.
- Peptide ức chế dạ dày (GIP) - nằm trong tá tràng và làm giảm sự khuấy động của dạ dày do đó làm chậm quá trình rỗng trong dạ dày. Một chức năng khác là gây tiết insulin.
- Motilin - nằm trong tá tràng và làm tăng thành phần phức hợp cơ điện di chuyển của nhu động đường tiêu hóa và kích thích sản xuất pepsin.

## Ý nghĩa của độ pH
Tiêu hóa là một quá trình phức tạp được kiểm soát bởi một số yếu tố. pH đóng một vai trò quan trọng trong đường tiêu hóa hoạt động bình thường. Trong miệng, hầu và thực quản, độ pH thường khoảng 6,8, có tính axit rất yếu. Nước bọt kiểm soát độ pH trong vùng này của đường tiêu hóa. Amylase nước bọt được chứa trong nước bọt và bắt đầu phân hủy carbohydrate thành monosaccharide. Hầu hết các men tiêu hóa nhạy cảm với pH và sẽ biến tính trong môi trường pH cao hoặc thấp.
Tính axit cao của dạ dày ức chế sự phân hủy của carbohydrate bên trong nó. Tính axit này mang lại hai lợi ích: nó làm biến tính protein để tiêu hóa thêm trong ruột non, và cung cấp khả năng miễn dịch không đặc hiệu, làm hỏng hoặc loại bỏ các mầm bệnh khác nhau.
Trong ruột non, tá tràng cung cấp sự cân bằng pH quan trọng để kích hoạt các enzym tiêu hóa. Gan tiết ra mật vào tá tràng để trung hòa các điều kiện có tính axit từ dạ dày, và các ống tụy đổ vào tá tràng, thêm bicacbonat để trung hòa các axit nhũ mi trấp, do đó tạo ra một môi trường trung tính. Mô niêm mạc của ruột non có tính kiềm với độ pH khoảng 8,5.

## Hình ảnh

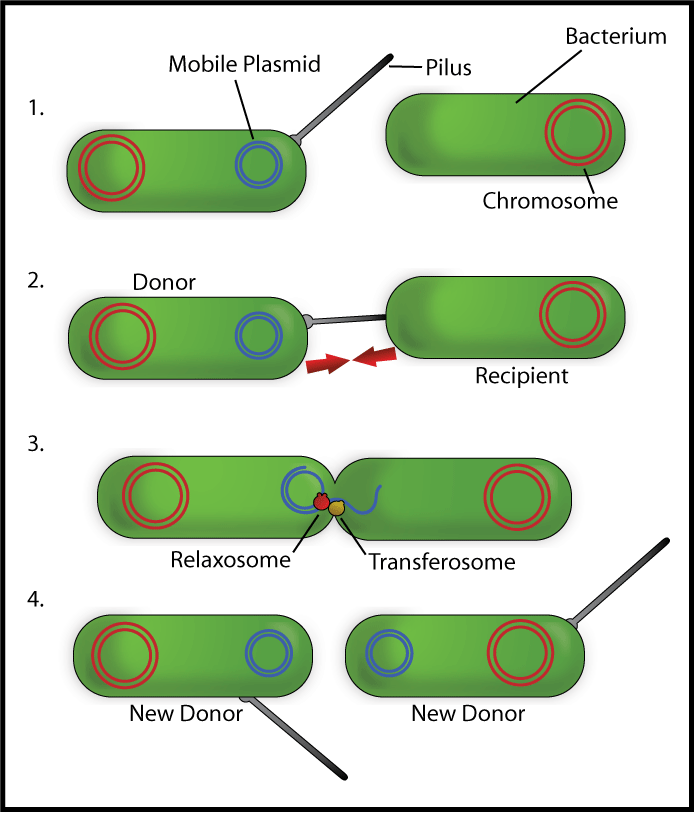